# Spirito libero (serie televisiva)
Spirito libero (Trakehnerblut) è una serie televisiva austriaca creata da Ewa Karlström, Bernd Schiller e Andreas Ulmke-Smeaton ed è diretta da Andreas Herzog e Christopher Schier. La serie è prodotta dalla società di produzione tedesca SamFilm, ma è stata trasmessa sul canale austriaco ServusTV dal 2 novembre al 14 dicembre 2017. In Germania, la serie è stata distribuita all'inizio del 2018 con il titolo di Gestüt Hochstetten in una versione modificata a quattro episodi da 90 minuti ciascuno.
In Italia, la serie è in onda dal 6 agosto 2019 su Canale 5.

## Trama
Alexandra Winkler, 24 anni, vive da sola a Vienna e lavora in una grande panetteria. Un giorno apprende che è l'unica erede del cavallo di razza Trakehner, che apparteneva al padre illegittimo Karl Hochstetten. Quando Alexandra è cresciuta con i genitori adottivi, ha creduto per molto tempo che fosse orfana, ma ora si ritrova ad avere una famiglia, composta dai suoi fratellastri Maximilian, Leandro e Silvia e dalla matrigna Marie, che aveva altre intenzioni con l'eredità e non conosceva la figlia illegittima.
Mentre Alexandra, da un lato, sente una forte nostalgia per la famiglia, deve imparare a difendersi dalle ostilità di potere del fratellastro Maximilian e la sua amante Margarethe Loss. Allo stesso tempo, un oscuro segreto di famiglia sta gradualmente venendo alla luce. Nel frattempo, Alexandra trova sostegno nell'amicizia con lo stallone December, dalla sua amica Paula Novak e dal suo insegnante di equitazione Raphael Horvath, la cui famiglia ha preso in affitto una parte della tenuta degli Hochstetten, che è anche una spina nel fianco di Maximilian.

## Episodi
| Stagione       | Episodi | Prima TV Austria | Prima TV Italia |
| -------------- | ------- | ---------------- | --------------- |
| Prima stagione | 8       | 2017             | 2019            |

## Luoghi delle riprese
La serie è stata girata a maggio 2017 a Vienna, Altlengbach (distretto di Manzing) e Lanzendorf (Bassa Austria).

## Premi e riconoscimenti
- 2018 - Premio Romyverleihung
  - Nomination per la Miglior attrice a Patricia Aulitzky
  - Nomination per la Miglior attrice emergente a Julia Franz Richter